# 刘元 (公主)
劉元（前1世纪—22年），中國東漢時期皇族女性，南陽郡蔡陽（今湖北省棗陽市西南）人，為漢光武帝劉秀姊，父南頓君劉欽，母樊嫻都。

## 家族
劉元的母親樊嫻都，共生育三男三女：長男劉縯、次男劉仲、三男劉秀（光武帝）；長女劉黃、次女劉元、三女劉伯姬。史書記載劉元是劉縯之姊，而劉伯姬幼於劉秀，因此三女與劉秀的排行是：長女劉黃、次女劉元、長男劉伯升、次男劉仲、三男劉秀、三女劉伯姬。

## 生平
劉元嫁鄧晨為妻。新朝亡覆之際的戰亂中，追兵將至，劉秀與妹妹劉伯姬共騎一匹馬離開，途中遇見劉元與其所生的三個女兒，劉秀欲救劉元母女離去，叫劉元等人上馬，但劉元搖手說：「你們走吧，你是救不了我們的，可別兩方都活不了啊！」（行矣，不能相救，無為兩沒也！），劉元母女遂為王莽的軍隊所害而亡。劉秀即位後，追諡姊姊劉元為新野節義長公主，立廟於新野縣西。建武二十五年(49年)，劉元之夫鄧晨病逝，召劉元亡魂並合葬於北邙。延熹七年（164年）冬十月，漢桓帝曾前往劉元之廟奉祭。